# Jonna Mendes
Jonna Mendes est une  skieuse alpine américaine, née le 31 mars 1979. Elle a participé à sa première course de Coupe du monde de ski alpin le 7 mars 1997 à Mammoth Mountain lors d'une épreuve de Super-G, et a glané ses premiers points le 6 décembre 1997 en finissant 26e du Super-G de Lake Louise.
Lors des Championnats du monde de ski alpin 2003 à St. Moritz, elle a obtenu la médaille de bronze en Super-G.

## Biographie
En Coupe nord-américaine de ski alpin, elle est montée 16 fois sur le podium, dont 6 sur la plus haute marche (2 fois en Super-G à Lake Louise en décembre 1997, 1 fois en descente à Sugarloaf en février 1999, 1 fois en descente à Mammoth Mountain en avril 2005, 1 fois en Super-G à Big Mountain en février 2006, et 1 fois en descente à Big Mountain en février 2006).
Lors des Championnats du monde juniors 1998 et des Championnats du monde juniors 1999, elle a obtenu la médaille d'argent en descente.
Elle a été sacrée 3 fois championne nationale de slalom géant (1998, 2001 et 2002), et elle a terminé trois fois troisième dans cette même discipline (1996, 2001 et 2003). Elle a remporté une fois la descente (2004), a été une fois vice-championne nationale dans cette discipline (1998) et a glané 3 fois la médaille de bronze (1999, 2001 et 2003). En Super-G, elle a obtenu 3 fois la médaille d'argent (2001, 2002 et 2003), ainsi qu'une fois la troisième marche du podium (1997).

## Palmarès

### Jeux olympiques
| Épreuve / Édition | Nagano 1998 | Salt Lake City 2002 |
| Descente          | 17e         | 11e                 |
| Super G           | 32e         | 16e                 |
| Combiné           | 14e         | -                   |

### Championnats du monde
| Épreuve / Édition | Beaver Creek 1999 | Sankt Anton 2001 | St. Moritz 2003 | Bormio 2005 |
| Descente          | 25e               | 20e              | 6e              | 12e         |
| Super G           | 26e               | 18e              | Bronze          | -           |
| Combiné           | 10e               | 9e               | -               | -           |

### Coupe du monde
- Meilleur classement au général : 25e en 2003
- 0 podium.

#### Différents classements en coupe du monde
| Saison / Épreuve | Saison / Épreuve | Général | Général | Descente | Descente | Super G | Super G | Géant  | Géant  | Slalom | Slalom | Combiné | Combiné |
| ---------------- | ---------------- | ------- | ------- | -------- | -------- | ------- | ------- | ------ | ------ | ------ | ------ | ------- | ------- |
| Saison / Épreuve | Saison / Épreuve | Class.  | Points  | Class.   | Points   | Class.  | Points  | Class. | Points | Class. | Points | Class.  | Points  |
| 1998             | 1998             | 105e    | 6       | -        | -        | 47e     | 6       | -      | -      | -      | -      | -       | -       |
| 1999             | 1999             | 77e     | 33      | 40e      | 11       | 42e     | 22      | -      | -      | -      | -      | -       | -       |
| 2000             | 2000             | 65e     | 113     | 28e      | 75       | 44e     | 18      | -      | -      | -      | -      | 13e     | 20      |
| 2001             | 2001             | 37e     | 190     | 17e      | 127      | 29e     | 63      | -      | -      | -      | -      | -       | -       |
| 2002             | 2002             | 67e     | 99      | 29e      | 55       | 24e     | 44      | -      | -      | -      | -      | -       | -       |
| 2003             | 2003             | 25e     | 307     | 16e      | 113      | 13e     | 191     | 53e    | 3      | -      | -      | -       | -       |
| 2004             | 2004             | 64e     | 98      | 23e      | 92       | 50e     | 6       | -      | -      | -      | -      | -       | -       |
| 2005             | 2005             | 64e     | 82      | 26e      | 50       | 35e     | 32      | -      | -      | -      | -      | -       | -       |
| 2006             | 2006             | 100e    | 14      | 50e      | 12       | 58e     | 2       | -      | -      | -      | -      | -       | -       |